# González Ortega, Puebla
González Ortega är en ort i Mexiko.   Den ligger i kommunen Lafragua och delstaten Puebla, i den sydöstra delen av landet, 190 km öster om huvudstaden Mexico City. González Ortega ligger 2 847 meter över havet och antalet invånare är 2 041.
Terrängen runt González Ortega är kuperad. Runt González Ortega är det ganska tätbefolkat, med 60 invånare per kvadratkilometer. Närmaste större samhälle är Guadalupe Victoria, 9,5 km sydväst om González Ortega. Trakten runt González Ortega består till största delen av jordbruksmark.